# Girandole (pâtes)
Les girandole (roue à vent en italien) sont un type de pâtes originaires du centre et du nord de l'Italie.